# Iglesia de Santa María la Mayor (Vélez-Málaga)
La iglesia de Santa María la Mayor, conocida también como iglesia de Santa María de la Encarnación, es un templo católico situado en el centro histórico de Vélez-Málaga, en la provincia de Málaga, España. Fue levantada sobre los restos de una antigua mezquita aljama a finales del siglo XV. En su interior se encuentra un retablo renacentista situado en el altar mayor. Actualmente, el Museo de la Semana Santa de Vélez-Málaga se encuentra en esta iglesia.
Construida en 1487, la iglesia era el templo principal del casco histórico de la ciudad. Presenta características del estilo mudéjar y gótico, propios de la época de construcción. Tiene planta basilical de tres naves, separadas por pilares con arcos apuntados, y un ábside en forma de capilla cúbica. El techo presenta un elaborado artesonado de madera.
El claustro tiene arcos de medio punto y la torre del campanario es cuadrada y realizada con ladrillos vista, por lo que se cree que debió ser el antiguo alminar de la mezquita sobre la que se construyó.

Pintura "Santa Maria de la Encarnación" de José Muñoz Anglada expuesta en el interior de la iglesia